# Pronaos
Pronaos (starořecky ὁ πρόναος ho prónaos = před naosem) je vstupní vestibul řeckých chrámů, kterým se chodilo do vlastního kultovního prostoru, celly.

## Popis

Pronaos v peripterálním chrámu (vyznačen šedě).

Tento vstupní vestibul byl vytvořen přední dveřní stěnou celly, bočními stěnami, které se nazývají anty a vyčnívají před přední stěnu celly, a většinou také dvěma sloupy, které nesly trám (kladí) na přední straně pronaosu a nabízely otevřený přístup do chrámu.
Pronaos však mohl být navržen i jinak. Kladí nad pronaosem obvykle končilo v rozích, jako například u Diova chrámu v Olympii, kde vlys na kladí pronaosu měl figurálně zdobené metopy, zatímco vlys peristera byl nezdobený. Héfaistův chrám v Athénách však měl kladí protažené i nad postranním ochozem periptera a vlys s metopami pokračoval i na vnitřní straně kladí chrámu.

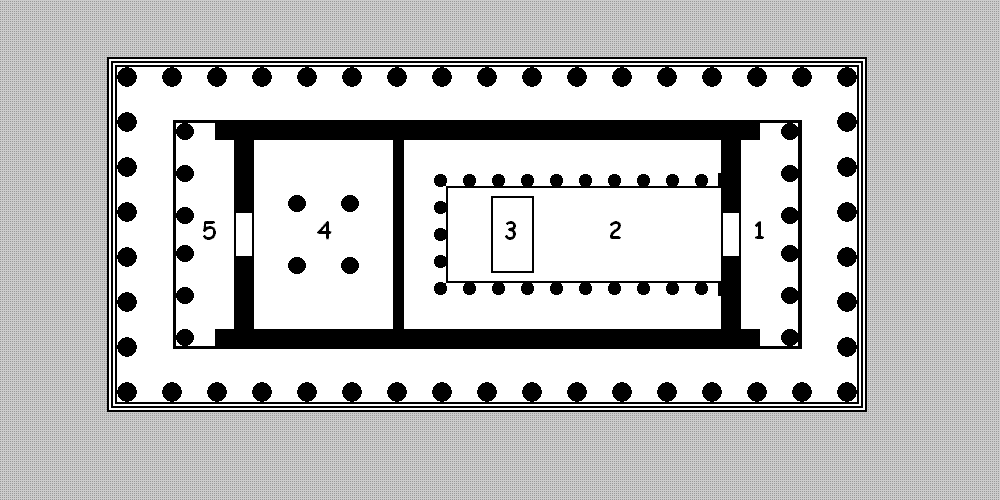
Půdorysné schema Parthenonu. 1. vstupní vestibul (pronáos); 2. hlavní síň (cella); 3. podstavec kultovní sochy; 4. parthenón v už. smyslu - pokladnice; 5. zadní předsíň (opisthodomos).

V Athénách v Parthenonu měl pronaos jen krátké anty, sloupy mezi antami tento chrám neměl. Místo toho měl předsazenou pozici sloupů, prostasis, která vytvářela vstupní halu. V chrámu Athény Niké na Akropoli v Athénách byl pronaos zcela opuštěn ve prospěch vestibulu typu prostylos.
Podobná místnost v zadní části chrámu se nazývá opistodom.